# ملك صور
كان ملك صور هو حاكم مدينة صور، المدينة الفينيقية القديمة الموجودة الآن بلبنان.
القائمة التقليدية المكونة من 12 ملكًا، والتي تعود ملكيتها إلى 990-785 ق.م.، مستمدة من التاريخ المفقود لميناندر من أفسس كما نقله يوسيفوس في كتابه مواجهة أپيون. يؤكد يوسيفوف أن ميناندر قد استمد قائمته من سجلات صور نفسها.
يحتوي ميناندر - يوسيفوس أيضًا على قائمة من 9 ملوك وقضاة، مع فترات حكم تعود إلى 591-532 ق.م. في مواجهة أپيون 154-160.

## حكام صور قديمة على أساس الميثولوجيا الهيلينية
| آچينور                           | حوالي 1500 ق.م. | ابن پوسيدون أو بيلوس                                                                                              |
| فينيقس                           |                 | ابن آچينور. إنه الاسم المشتق للفينيقيين.                                                                          |
| إيري أكو (هيراكليس)[بحاجة لمصدر] | حوالي 1400 ق.م. | إيري أكو قد يكون نموذجًا لشخصيات مثل هيراكليس اليوناني، أريوك ملك إلاسير، وإيريشثونيوس الهوميري ملك طروادة وپونطس. |

## حكام العصر البرونزي المتأخر
| أبي ملكو                | حوالي 1350 - 1335 ق.م. | حاكم/عمدة صور في فترة مراسلات الخطابات العمارنة (1350 - 1335 ق.م) |
| أريباس                  | نواحي 1230 ق.م.        |                                                                   |
| بعل تيرمچ (أو بعلت رمچ) | نواحي 1220 ق.م.        |                                                                   |
| بعل                     | حوالي 1193 ق.م.        |                                                                   |
| پوماي                   | حوالي 1163 - 1125 ق.م. |                                                                   |

## الملوك الصيدونيون (وعاصمتهم صور)، 990-785 ق.م.
تم تحديد تواريخ إعادة بناء قائمة ميناندر للملوك الصوريين من أبي بعل حتى پيچماليون في ثلاثة أماكن من خلال ثلاثة مصادر مستقلة: التزامن التوراتي (مساعدة حيرام لسليمان في بناء الهيكل، من 967 ق.م. فصاعدًا)، سجلٌ آشوري (جزية بعل إسير الثاني إلى شلمنصر الثالث عام 841 ق.م.)، ومؤرخ روماني (پومپيوس تروچوس، الذي وضع تأسيس قرطاج أو هروب أليسار من أخيها پيچماليون في السنة السابعة من حكم الأخير، في 825 ق.م.، قبل 72 عامًا من تأسيس روما).
| أبي بعل                                              | 993 - 981 ق.م. | تاريخ بدايته تخميني.                               |
| حيرام الأول                                          | 980 - 947 ق.م. | معاصر لداود وسليمان                                |
| بعل إسير الأول (بعل عزيروس الأول، بعل مزير الأول)    | 946 - 930 ق.م. |                                                    |
| عبد عشتروت (أبداستارتوس)                             | 929 - 921 ق.م. |                                                    |
| عشتروت (أستارتوس)                                    | 920 - 901 ق.م. | سلف مقتول. أول 4 إخوة في الحكم.                    |
| ضلع عشتروت (ديلياستارتوس)                            | 900 - 889 ق.م. |                                                    |
| عشتروم (استاريموس)                                   | 888 - 880 ق.م. |                                                    |
| پيليس (فيليس)                                        | 879 ق.م.       | آخِر الإخوة الأربعة                                 |
| إثوبعل الأول (إثبعل الأول)                           | 878 - 847 ق.م. | سلف مقتول. والد ايزابل التوراتية.                  |
| بعل إسير الثاني (بعل عزيروس الثاني، بعل مزير الثاني) | 846 - 841 ق.م. | دفع الجزية إلى شلمنصر الثالث عام 841 ق.م.          |
| متان الأول                                           | 840 - 832 ق.م. | والد پيچماليون وأليسار                             |
| پيچماليون (پوماي الثاني)                             | 831 - 785 ق.م. | فرّت أليسار من أخيها پيچماليون وأسست قرطاج في عهده. |

## الهيمنة الآشورية: القرنان الثامن والسابع ق.م.
فرضت الإمبراطورية الآشورية الحديثة سيطرتها على المنطقة وحكمت من خلال التابعين الذين وردت أسماؤهم في السجلات الآشورية.
| إثوبعل الثاني (طوبعل) | 750 - 739 ق.م. | تم العثور على الاسم فقط على حديدة إيران لتچلث فلاسر الثالث. دفع الجزية إلى تچلث فلاسر الثالث. |
| حيرام الثاني          | 739 - 730 ق.م. | دفع أيضًا الجزية إلى تچلث فلاسر الثالث                                                         |
| متان الثاني           | 730 - 729 ق.م. |                                                                                               |
| اليوليوس (لولي)       | 729 - 694 ق.م. |                                                                                               |
| عبد ملقرت             | 694 - 680 ق.م. |                                                                                               |
| بعل الأول             | 680 - 660 ق.م. |                                                                                               |

## فترة ما بعد الآشورية
كما وصفت قائمة ملوك ميناندر الصوريين الفترة من إثوبعل الثالث حتى حيرام الثالث. استعادت صور استقلالها مع زوال آشوريا، على الرغم من سيطرة مصر على صور خلال بعض الوقت بعد ذلك. في النهاية، سقطت صور تحت سيطرة الإمبراطورية البابلية الجديدة.
| مفقود                        | - 592 ق.م.     |                                                                                             |
| إثوبعل الثالث (إثبعل الثالث) | 591 - 573 ق.م. | هذا هو الملك المذكور في سفر حزقيال 28: 2 وقت سقوط أورشليم. استقلت قرطاج عن صور عام 574 ق.م. |

### تحت سيطرة بابل 573-539 ق.م.
| بعل الثاني | 573-564 ق.م. |
| ياقين بعل  | 564 ق.م.     |

### قضاة صور
في عام 560، تمت الإطاحة بالنظام الملكي وتأسست حكومة الأقلية، برئاسة «قضاة» أو شفتيم (راجع. قرطاج). تمت استعادة الملكية مع صعود حيرام الثالث إلى العرش.
| شيلبيس                 | 564 - 563 ق.م. |
| أبّار                   | 563 - 562 ق.م. |
| متان الثالث وچير عشتري | 562 - 556 ق.م. |
| بعل إسير الثالث        | 556 - 555 ق.م. |
| حيرام الثالث           | 551 - 532 ق.م. |

## تحت السيطرة الفارسية 539-411 ق.م.
- متان الرابع حوالي 490-480 ق.م.
- بولومينوس حوالي 450 ق.م.
- عبدمون حوالي 420-411 ق.م.[4] حكم سلاميس، في قبرص.

## تحت سيطرة القبرصي سلاميس 411-374 ق.م.
- إڤاچوراس من سلاميس، قبرص. وحد قبرص تحت حكمه ونال الاستقلال عن الإمبراطورية الفارسية.

## تحت السيطرة الفارسية 374-332 ق.م
- ايوچوراس نواحي 340 ق.م.
- آزيميلكوس حوالي 340-332 ق.م. كان ملكًا أثناء حصار الإسكندر الكبير.
- عبد أولونيم 332– ؟

## تحت حكم الإغريق والرومان
بعد أن احتل الإسكندر الكبير مدينة صور عام 332 ق.م.، تناوبت المدينة بين الحكم السلوقيين (اليوناني السوري) والپطلميين (اليوناني المصري). خضعت فينيقيا لحكم الجمهورية الرومانية في القرن الأول ق.م.
- ماريون (42 ق.م.) كان طاغية صور الروماني.

## العصور الوسطى وما بعدها
تم غزو صور من قبل الخلافة الراشدة في القرن السابع. أخذ الصليبيون مدينة صور التي كانت عاصمة لمملكة أورشليم حتى سقوط هذه المملكة عام 1291. أصبحت صور بعد ذلك جزءً من الإمبراطوريات المجاورة مرة أخرى (الإمبراطورية العثمانية، المماليك)، وأخيرًا فرنسا ولبنان المستقل في القرن العشرين.